# Ериније
Ериније или Еумениде (грч. Еринúе) (грч. Еуменíдес) су богиње освете и проклетства које бораве у Еребу и које кажњавају прекршаје прастарих, неписаних закона, свете проливену рођачку крв, увреде нанете родитељима и повреду гостопримства.
Есхил их сматра Никтиним, а Софокло Скотовим и Гејиним кћеркама. Еурипид наводи да су биле три:
- Алекто
- Мегера
- Тисифона[2]

Њихов су пандан у римској митологији Фурије (лат. Furiae), а у словенској Суђаје.
Ерније су касније биле познате и као помирљиве Еумениде - „Доброжељне“.

## Митологија
Ериније су у Грчкој приказивали као старе и ружне жене у црној одећи опасане са црвеним појасом. Очи су им биле подливене крвљу, а на месту прстију имале су канџе. На глави су им, уместо праменова косе расле змије.
Према Еурипиду, имале су крила, а у рукама на месту прстију су биле змије и буктиње. Понекад су приказиване са шишмишовим крилима или псећим телом.
Еумениде су биле нешто угодније спољашњости од Ернија, а уместо црнине носиле су белу одећу.

### Ериније
Ериније су се родиле из капи крви бога неба Урана кад га је Хрон, његов син кастрирао.
Главни задатак Ернија је био да прогањају све оне који су починили злочин где је проливена крв и где су се насилно прекршила људска права, а најчешће су кажњавале злочине који су се дешавали унутар фамилија.
Од Ернија се није могло нигде побећи, а свака власт је пред њима била немоћна. Ернија су се бојали чак и богови.
Оне су увек биле и на страни праведности - Хераклит је описивао да би оне биле те које би спречиле Хелија ако би се он одлучио да промени путању Сунца на небу.
Ериније су повезиване и са Немезом и наметале су праведну равнотежу у људским односима. На почетку, ту улогу је имала богиња Ника, као носилац и гласник праведне победе.
Кад нису прогониле и опседале људе, живеле су у Тартару где су мучиле и прогониле проклете душе.

### Еумениде
Ериније су биле најпознатије по прогањању Ореста због убиства мајке Клитемнестре. Орест је, по наговору Аполона убио своју мајку јер је она убила његовог оца Агамемнона. Kраљ Агамемнон се враћа кући из Тројанског рата, где га убија његова жена Клитемнестра, која жели да се освети за своју ћерку Ифигенију, коју је Агамемнон жртвовао да би добио повољне ветрове да отплови у Троју. Када је довољно одрастао Орест се враћа кући и одлази код своје сестре Електре и претвара се да је гласник који доноси вест о сопственој смрти  Клитемнестри. Кад дође до ње убија њу и њеног љубавника Егиста. После убиства, Ореста су почеле прогањати Ериније, и он се обратио за помоћ Аполону, молећи га да га спасе од њих. Иако су Орестови поступци били оно што му је Аполон рекао да уради Орест је према законима Ериније починио светогрђе. У све се умешала Атина тако што је Ерније претворила у помирљиве Еумениде. Богиња Атина је организовала да Оресту суди порота атинских грађана на челу са њом, а Ериније се појављују као тужитељи, док Аполон говори у Орестову одбрану. Суђење постаје дебата о неопходности крвне освете и части након чега су гласови пороте били изједначени. Пошто и Атина учествује у гласању, она бира ослобађајућу пресуду и проглашава Ореста слободним. Упркос пресуди Ериније, незадовољне одлуком прете да ће мучити становнике Атине и околних села и да ће их потровати. Тад Атина нуди Еринијама нову улогу, као заштитнице правде и града, а не освете. Убеђује их да прекину круг крв за крв, осим у случају рата који се води за славу, а не за освету. Обећава им да ће добити почасти од атињана, али их и подсећа да поседује кључ складишта у којем Зевс чува громове који могу да убију и божанства. Ова мешавина мита и прикривених претњи задовољава Ериније, које потом Атина предводи у поворци до њиховог новог пребивалишта. Након тога их атињани ословљавају са Пречасни јер постају заштитнице града.
Постоји и веровање да су се називале Еуменидама јер се веровало да се изговарањем имена Ереније, призива њихов бес. Неизговарања имена ради неизазивања духова и божанстава чест је обичај у многим културама. Ериније су познате и као:
- Семнаи - Поштоване
- Потниае - Грозне
- Маниае - Лудило
- Прахидикае - Осветољубиве